# Lago Bogoria
El lago Bogoria (anteriormente, lago Hannington) es un pequeño  lago salino y alcalino que se encuentra en una región volcánica en medio de una fosa tectónica al sur de la cuenca del lago Baringo, en Kenia, un poco al norte de la línea ecuatorial. El lago es poco profundo (unos 10 m de profundidad), y tiene unos 34 km de largo por 3,5 km de ancho, con una cuenca de 700 km².

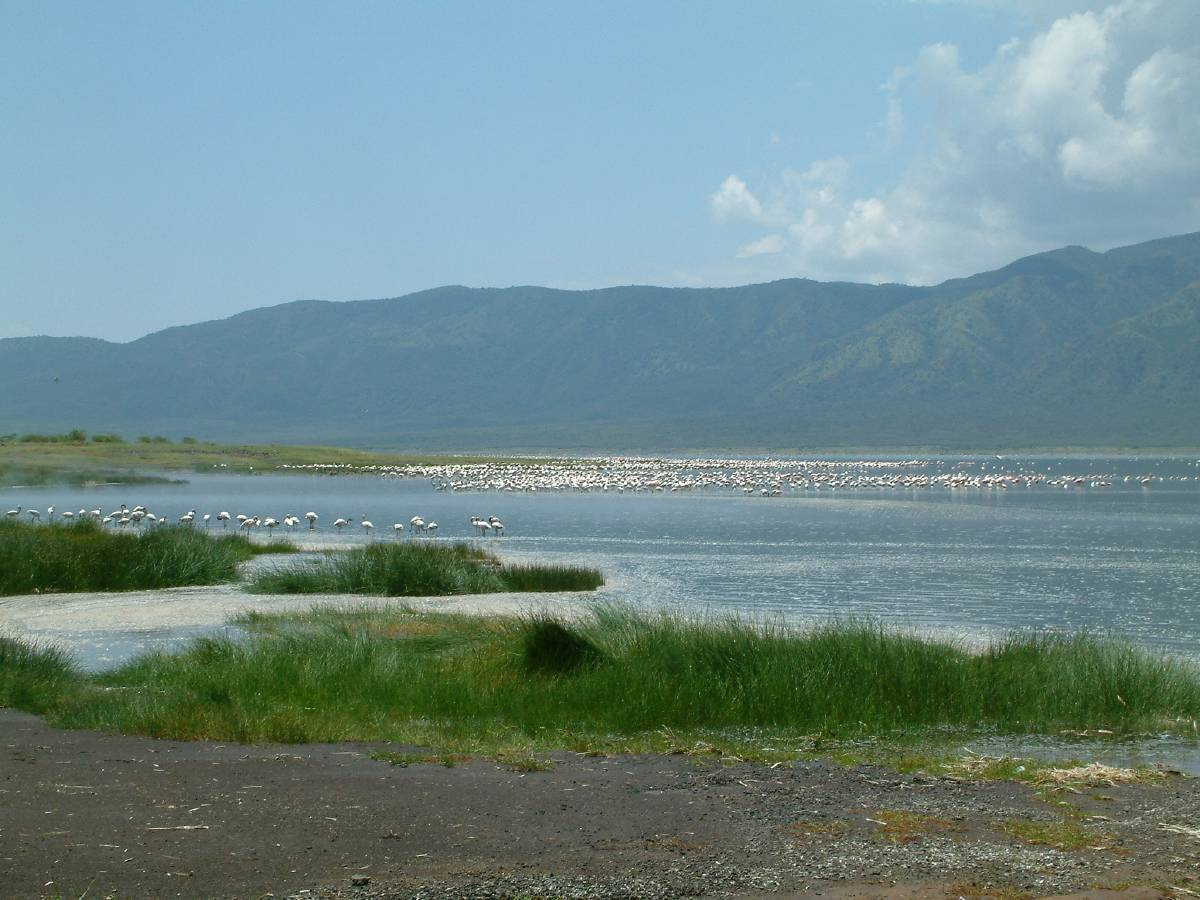
Vista del lago.

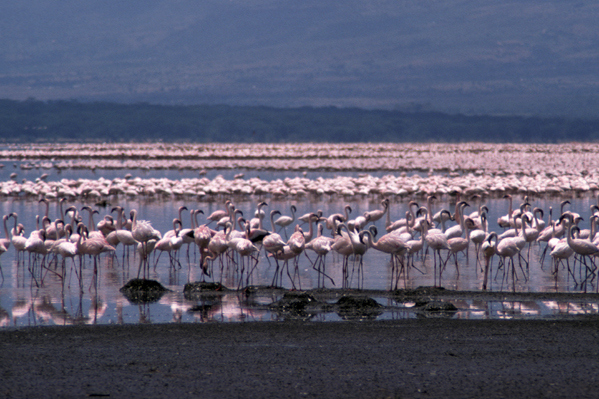
Flamencos en el lago.

El lago se encuentra en su totalidad en el condado de Baringo, en la antigua provincia del Valle del Rift, a unos 285 kilómetros al norte-noroeste de la capital nacional, Nairobi. El lago es conocido por su avifauna, sus muchos géiseres y aguas termales, especialmente en Westufer. El lago Bogoria, como el lago Nakuru, el lago Elmenteita y el lago Magadi, más al sur en el valle del Rift, y el lago Logipi, al norte, es el hogar, a veces, de una de las mayores poblaciones del mundo de flamencos menores.
El lago es un sitio Ramsar y Reserva Nacional y está protegido desde el 29 de noviembre de 1973. El lago Bogoria, junto con el lago Nakuru y el lago Elmenteita conforma la denominación Sistema de lagos de Kenia en el Gran Valle del Rift que fue declarada Patrimonio de la Humanidad en 2011.